# Arthur Montgomery
Gustav Arthur Montgomery, född 2 september 1889 i Orkesta församling, Stockholms län, död 3 juni 1976 i Oscars församling i Stockholm, var en svensk ekonom. 

## Biografi
Montgomery blev filosofie doktor 1921 och var docent i ekonomisk historia vid Uppsala universitet 1921–1924. Han var professor i nationalekonomi och finansvetenskap vid Åbo Akademi 1924–1939 samt i nationalekonomi med ekonomisk och social historia vid Handelshögskolan i Stockholm 1940–1958.
Montgomery blev 1941 ledamot av Ingenjörsvetenskapsakademien, 1951 ledamot av Vetenskapsakademien och 1958 ledamot av Vitterhetsakademien.
Förutom uppsatser i handelspoliltiska och ekonomiskt historiska frågor gav Montgomery bland annat ut Svensk tullpolitik 1816–1911 (1921), Svensk traktatpolitik 1816–1914 (1921) och Industrialismens genombrott i Sverige (1931).
Arthur Montgomery är begravd på Orkesta kyrkogård.